# Beyton Green
Beyton Green – wieś w Anglii, w hrabstwie Suffolk. Leży 30 km na północny zachód od miasta Ipswich i 104 km na północny wschód od Londynu.